# Gynoplistia (Gynoplistia) campbelli campbelli
Gynoplistia (Gynoplistia) campbelli campbelli is een ondersoort van de tweevleugelige Gynoplistia (Gynoplistia) campbelli uit de familie steltmuggen (Limoniidae). De ondersoort komt voor in het Australaziatisch gebied.